# Ophiorrhiza aureolina
Ophiorrhiza aureolina är en måreväxtart som beskrevs av Hsien Shui Lo. Ophiorrhiza aureolina ingår i släktet Ophiorrhiza och familjen måreväxter. Inga underarter finns listade i Catalogue of Life.